# Gyulay Ignác
Marosnémeti és nádaskai gróf Gyulay Ignác (Ignatius Graf Gyulay von Maros-Németh und Nádaska) (Nagyszeben, 1763. szeptember 11. – Bécs, 1831. november 11.), magyar gróf, a Habsburg birodalmi haderő tisztje, császári-királyi tábornagy, a napóleoni háborúk hadvezére, 1806–1831-ig horvát–szlavón bán, 1830–31-ig a bécsi Udvari Haditanács elnöke.

## Élete

### Katonai pályájának kezdetei
Marosnémeti és Nádaskai gróf Gyulay (Gyulai) Ignác gróf Gyulay Sámuel (1723–1802), császári-királyi altábornagynak és kászoni Bornemisza Anna bárónő (1734–1814) legidősebb fia volt. Az apai nagyszülei gróf Gyulay Ferenc (1674–1728), császári-királyi altábornagy, nagybirtokos és gróf losonczi Bánffy Mária (1690–1759) voltak. Az apai nagyanyai dédapja gróf losonczi Bánffy György (1661–1708) Habsburg-párti főúr, az osztrák birodalomhoz csatolt Erdély első főkormányzója (gubernátor). Anyai nagyszülei Bornemisza Ignác (1707–1769) Torda vármegye főispánja, erdélyi fejedelmi kincstárnok és gróf gönczruszkai Kornis Krisztina (1715–1776) voltak.
Katonai pályáját 1781-ben kezdte apja gyalogezredében, mint hadapród (kadét). 1789-ben őrnagyi kinevezést kapott a 2. báni határőr-gyalogezredben. 1789–90-ben részt vett II. József császár törökellenes hadjáratában. Helytállása nyomán alezredessé léptették elő, és egy szabadcsapat (Freikorps Gyulay) parancsnokságával bízták meg. Különösen kitüntette magát július 20-án, amikor Walisch tábornok csapatai rohammal bevették a horvátországi Cetin várát (Cetingrad mellett).

### A napóleoni háborúkban
A francia forradalom elleni első koalíciós háborúban Wurmser tábornok alatt szolgált. 1793. október 13-án jelentős szerepe volt az osztrák birodalmi csapatok bienwaldi győzelmében. Helytállásáért megkapta a Katonai Mária Terézia-rend (MMThO) lovagkeresztjét. 1796-ban Svábföld és a Württembergi Hercegség határán, az allgäui Memmingen mellett 1200 emberével nyolc órán át sikerrel védelmezte állásait 6000 francia katona támadásai ellen, és 1796 novemberében kitüntette magát a Rajnánál, a kehli francia hídfő ostromában. 1796 végén ezredessé lépett elő, és kinevezték a 31. „Benyovszky” gyalogezred vezénylő parancsnokává. 1797. május 16-án vezérőrnagyi rangot kapott.
A második koalíciós háború kezdetén Gyulay vezérőrnagy dandárparancsnokként szolgált Károly főherceg tábornagy svábföldön felvonuló hadseregében, és részt vett az 1799. március 21-ei ostrachi és a március 25-ei stockachi csatákban. Az 1800. május 5-ei messkirchi vereség után Gyulay dandárja fedezte az osztrák haderő visszavonását a Duna mögé.
1800. október 11-én II. Ferenc német-római császár a Mária Terézia-rend parancsnoki keresztjét adományozta neki, és október 29-én altábornaggyá nevezte ki. A lunéville-i béke szerződés után, 1801. február 9-én Gyulay vezérőrnagyot nevezték ki a pesti hadosztály parancsnokává. Ugyanebben az évben a 60. gyalogezred tulajdonosa lett, 1805-ben pedig v. b. t. t. (valóságos belső titkos tanácsos).
1806. április 18-án I. Ferenc császár horvát–szlavón bánná nevezte ki, ezzel Magyar Királyság főkapitánya, továbbá Horvátország, Dalmácia és Szlavónia császári helytartója lett, e minőségében két bánáti gyalogezred tulajdonosává vált. (A horvát-szlavón báni tisztséget haláláig, 1831. november 11-éig betöltötte).
1809-ben, az ötödik koalíciós háborúban kinevezték a belső-ausztriai IX. hadtest parancsnokának, János főherceg belső-ausztriai hadseregében. (A VIII. hadtest parancsnoka Gyulay öccse, Gyulay Albert altábornagy volt). A május 7–8-án elszenvedett piavei csatavesztés nyomán a főherceg a belső-ausztriai hadsereget kétfelé osztotta. Gyulay Ignác altábornagyot, aki egyben a horvát-szlavón báni méltóságot is viselte, a IX. hadteste egy részével Laibach (Ljubljana) és Agram (Zágráb) felé indította, és kinevezte az ottani erők főparancsnokának. Feladata az volt, hogy a horvát népfelkelőkkel megerősítve védelmezze meg Krajnát (a mai Szlovéniát) és Horvátországot Marmont marsall (1774–1852), a dalmáciai francia helytartó és Broussier tábornok (1766–1814) csapataival szemben. Dalmáciából azonban nem sikerült kiűznie a franciákat. A háború lezárulása után, 1809–1813 között ismét Horvátország és Szlavónia helytartójaként működött.
1813 őszén, amikor Ausztria a hatodik koalícióhoz csatlakozva ismét hadba lépett Napóleon ellen, Gyulayt táborszernaggyá nevezték ki, és egy hadtest parancsnokságával bízták meg Schwarzenberg herceg tábornagy főhadparancsok hadseregében. 1803. augusztus 26–27-én a drezdai csatában ő irányította Schwarzenberg csehországi hadseregének balszárnyát (három hadosztály, 31 962 ember, 56 löveg). Október 16–19. között a lipcsei Népek Csatájában Gyulay hadteste összekötőként működött Blücher porosz tábornagy sziléziai hadserege és Schwarzenberg herceg osztrák főereje között. Feladata a sziléziai hadsereggel való kapcsolat biztosítása, és a franciák figyelmének elvonása volt a koalíciós főerők Lindenau felé irányuló támadásáról.
A döntő győzelmeket a Franciaország elleni hadjárat követte. Gyulay kitüntette magát az 1814. február 1-jei La Rothiére-i csatában, helytállásáért elnyerte a Lipót-rend nagykeresztjét. Hadtestével részt vett a Arcis-sur-Aube-nál és Fère-Champenoise-nál vívott csatákban, végül a Párizs előtt vívott csatában, 1814. március 30-án. Napóleonnak az Elba szigetéről történt visszatérését követő harcokban (a „száz nap” során) Gyulay nem vett részt, csapataival Ausztria területén állomásozott.

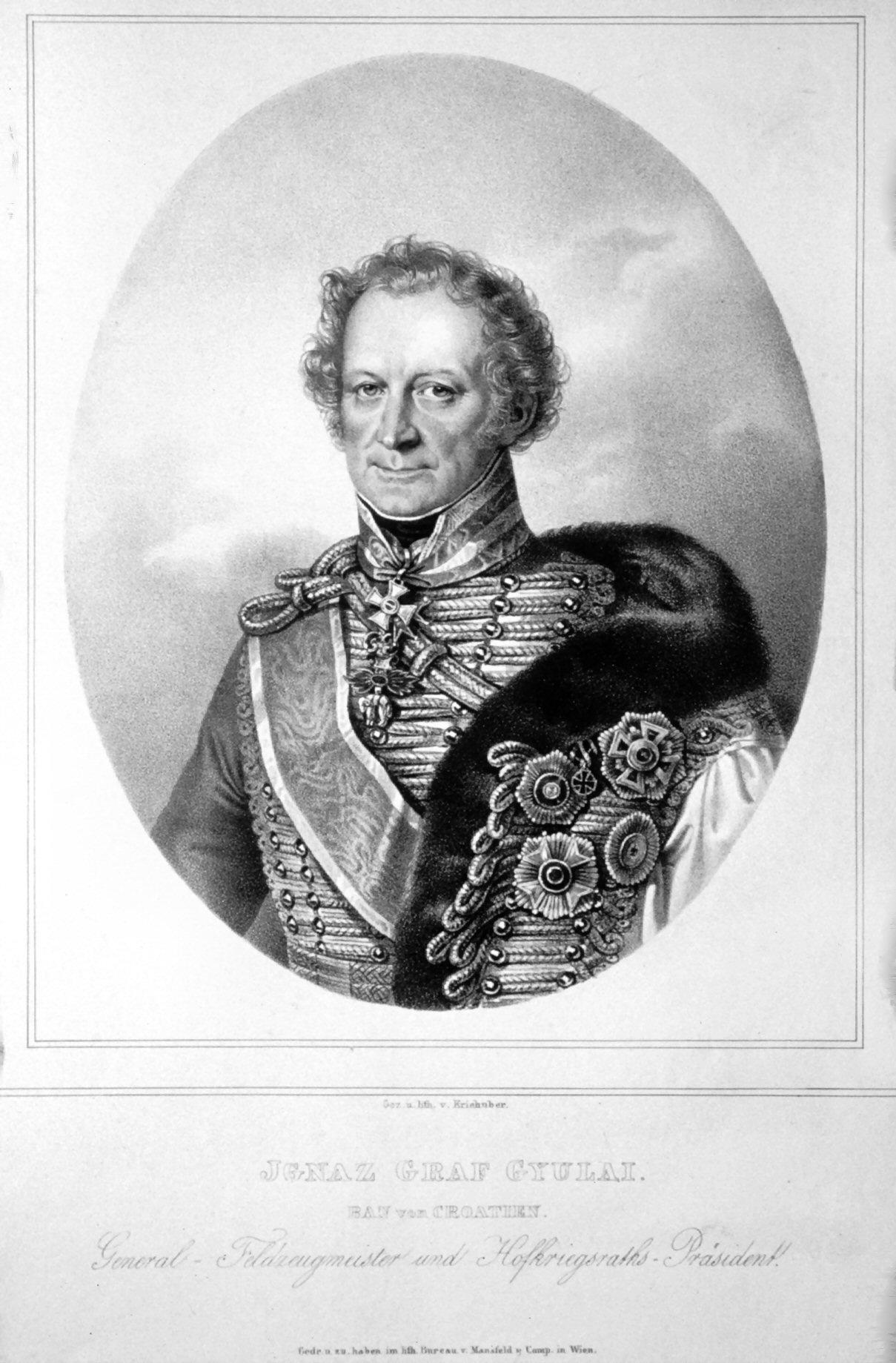
Gyulay Ignác gróf, tábornagy
Josef Kriehuber litográfiája, 1830.

### Abécsi kongresszusután
1816-tól ismét Horvátország és Szlavónia helytartójaként működött. Udvari titkos tanácsosi és kamarási rangot kapott. 1824-ben kinevezték a csehországi csapatok vezénylő tábornokává, 1829-ben az Alsó- és Felső-Ausztriában állomásozó csapatok vezénylő tábornoka lett.
Pályafutásának csúcsán, 1830-ban tábornaggyá léptették elő, megkapta az Aranygyapjas rendet. Október 7-én kinevezték a bécsi Császári-királyi Udvari Haditanács (K.k. Hofkriegsrath) elnökévé, Friedrich von Hohenzollern-Hechingen herceg altábornagy (1757–1844) helyére. 1831-ben I. Ferenc, mint magyar király és a Szent István-rend nagymestere, felvette Gyulayt a rend tagjai közé. A magas méltóságot és a kitüntető címeket a tábornagy csak egy évig élvezhette. Marosnémeti és Nádaskai gróf Gyulay Ignác császári-királyi tábornagy 68 éves korában, 1831. november 11-én Bécsben elhunyt. A bécsi Haditanács elnöki székében Ignaz von Hardegg gróf (1830–1831) követte.

## Gyermekei, utódai
Gyulay Ignác tábornok Julia von Edelsheim bárónőt vette feleségül. Egyetlen gyermekük született, marosnémeti és nádaskai gróf Gyulay Ferenc József császári-királyi táborszernagy (1798–1868), aki az 1859-es szárd háborúban a császári csapatok főparancsnoka volt. Csapatai 1859. június 4-én a magentai csatában és június 24-én a solferinói ütközetben súlyos vereséget szenvedtek a III. Napóleon császár és Mac-Mahon tábornagy által irányított francia és szárd–piemonti haderőktől.
Gyulay Ferenc Józsefnek nem született gyermeke, ezért 1866-ban örökbe fogadta unokaöccsét, Leopold Wilhelm von Edelsheim bárót (1826–1893), aki ezután Edelsheim-Gyulai Lipót Vilmos néven bárói, majd grófi címet kapott. Az ő egyik dédunokája, Edelsheim-Gyulai Ilona grófnő 1940-ben Horthy István repülőtiszthez (1904–1942), Horthy Miklós kormányzó fiához, a Magyar Királyság kormányzóhelyetteséhez ment feleségül.

## Munkái
- Hauptquartier Graz den 3. Julius 1809. Die Armee unseres besten Monarchen ist wieder in eure Stadt gerückt... (Proclamatio, 4rét 1 lap)
- Sermo dni comitis Ign. Gyulay de Maros Németh, et Nádaska, regnorum Dalmatiae, Croatiae et Slavoniae bani etc., occasione celebratae 22. Aug. 1825. Generalis praefatorum regnorum congregationis pronunciatus. Zagrabiae
- Sermo exc. ac ill. dni... dum dnum comitem Carolum Erdődy de Monyorokerek... in officium ac dignitatem supremi ac perp. comitis incl. comitatus Varasdinensis, qua commissarius regius 20. Sept. 1827. Varasdini solenni ritu installaret, pronunciatus. Zagrabiae
- Sermo, occasione comitis Antonii Cziraky, in officium supremi comitis incl. cottus. Albensis installationis 26. Sept. 1827. (4rét 23 lap, kéziratban a Magyar Nemzeti Múzeum kézirattárában)

## Lásd még
- Táborszernagy (Feldzeugmeister), mint rang és tisztség